# The Great Banana Hoax
"The Great Banana Hoax" is een liedje van de Amerikaanse psychedelische-rockgroep The Electric Prunes. Het werd in juli 1967 door Reprise Records in het Verenigd Koninkrijk als single uitgebracht en was daarmee de tweede single van hun album Underground, waarvan de uitgave een maand later volgde. Op de B-kant van de single stond het liedje "Wind-Up Toys". Beide liedjes werden geschreven door Jim Lowe en Mark Tulin. In Frankrijk werd "The Great Banana Hoax" uitgebracht op een maxi-single met als titel Long Day's Flight.

## Uitgaven
Britse uitgave (RS 20607)
- A. "The Great Banana Hoax" (4:09)
- B. "Wind-Up Toys" (2:26)

Franse uitgave (RVEP 60110)
- A1. "Long Day's Flight" (3:09)
- A2. "Dr. Do-Good" (2:27)
- B1. "The Great Banana Hoax" (3:05)
- B2. "Capt. Glory" (2:11)

## Musici
- James Lowe - zang
- Mark Tulin - basgitaar
- Ken Williams - leadgitaar
- Mike Gannon - zang, slaggitaar
- Preston Ritter - drums